# 30 St Mary Axe
O 30 St Mary Axe, informalmente conhecido como Gherkin ("pepino, em inglês"), é um arranha-céu comercial localizado na Cidade de Londres, principal distrito financeiro londrino. Foi concluído em dezembro de 2003 e inaugurado em abril de 2004. Com 41 andares, e 180 metros de altura, fica nas antigas instalações do Baltic Exchange e Chamber of Shipping, que foram fortemente danificadas em 1992 pela explosão de uma bomba colocada pelo Exército Republicano Irlandês Provisório na rua St Mary Axe, da qual a torre leva seu nome.
Depois do abandono do projeto Millenium Tower, de 92 andares, o 30 St Mary Axe foi desenhado por Norman Foster e pelo Grupo Arup, foi erguido pela construtora Skanska, com o início das obras em 2001.
O edifício tornou-se uma característica reconhecível de Londres e é um dos exemplos mais reconhecidos da arquitetura contemporânea londrina.

## História

### Local
O edifício fica nas antigas instalações do Baltic Exchange (24-28 St Mary Axe), a sede de uma empresa de construção naval e frete, e Chamber of Shipping (30-32 St Mary Axe). Em 10 de Abril de 1992, o Exército Republicano Irlandês Provisório, detonou uma bomba próxima ao Baltic Exchange, provocando grandes danos nos arredores.
O English Heritage, órgão responsável por promover e proteger o patrimônio histórico, a administração da Cidade de Londres e a Corporação de Londres pretendiam que qualquer reconstrução restaurasse a antiga fachada do Baltic Exchange, por ser um célebre marco do comércio naval.
Após descobrirem que o dano causado era muito mais grave que o imaginado, foram encerrados os planos na restauração completa, ainda que sobre as objeções de conservacionistas arquitetônicos que preferiam a reconstrução. O Baltic Exchange e Chamber of Shipping venderam os lotes de terreno para um antigo conglomerado britânico em 1995. A maior parte das estruturas remanescentes da sede do Baltic Exchange foram cuidadosamente desmontadas e seu interior e a fachada foram preservados, esperando por uma reconstrução futura. O material recuperado foi eventualmente vendido por £ 800.000 e transportado para Tallinn, capital da Estónia, onde aguarda sua reconstrução.
Em 1996, o conglomerado Trafalgar House apresentou planos para a construção da Millennium Tower, um edifício de 386 metros, com mais de 140.000 m² de área construída, com espaço para escritórios, apartamentos, lojas, restaurantes e jardins. Este plano foi abandonado depois de objeções por estar fora de escala com a cidade de Londres e pelas previsões de que atrapalharia as trajetórias de voo para os dois aeroportos locais, o da Cidade de Londres e o de Londres Heathrow. O plano revisto para uma torre mais baixa foi aceito.
A cúpula panorâmica da torre, recorda a cúpula de vidro icônica que cobria parte do piso térreo do Baltic Exchange e muito do que agora é exibido no Museu Marítimo Nacional.
O apelido "gherkin", referente a um tipo de picles de pepino, surgiu pelo menos em 1999, referindo-se à arquitetura não-ortodoxa do projeto.

### Planejamento
Em 23 de Agosto de 2000, o vice primeiro-ministro John Prescott concedeu permissão de planejamento para a construção de um edifício muito maior do que o antigo Baltic Exchange.[11] O local era especial porque exigia desenvolvimento, não estava em nenhuma das "linhas de visão" (planejamento urbano que exige às novas construções não dificultar ou prejudicar a visão da Catedral de São Paulo quanda vista a partir de alguns locais ao redor de Londres), e porque tinha abrigado a Baltic Exchange.
O plano era reconstruir o Baltic Exchange. GMW Architects propôs um novo edifício retangular, que seguiria os moldes arquitetônicos semelhantes aos do antigo Baltic Exchange. Entretanto, os planejadores perceberam que a recuperação do edifício destruído não seria possível, o que os forçou a relaxar as restrições de construção; deram a entender que um edifício "arquitetonicamente significativo" poderia obter uma recepção favorável da Corporação da Cidade de Londres. O relaxamento das exigências permitiu que os arquitetos focassem num desenho e nos desejos do cliente, não apenas na eficiência e na lucratividade.
O projeto da Swiss Re atendeu aos desejos das autoridades de planeamento urbano porque permitia a manutenção da paisagem tradicional de Londres, com suas ruas relativamente estreitas. A torre da Swiss Re não poderia ser muito grandiosa: a ideia era que, assim como na antiga sede do banco Barclays, os transeuntes nas ruas vizinhas ficassem quase alheios à existência da torre até diretamente debaixo dela.

### Construção
O edifício foi construído pela Skanska, concluído em dezembro de 2003 e inaugurado em 28 de abril de 2004. O ocupante principal do edifício era a Swiss Re, uma empresa global de seguros e resseguros, que tinha o edifício como a sede para a sua operação no Reino Unido. A torre às vezes foi referida como Swiss Re Tower, referência ao ocupante principal, embora este nome nunca fosse oficial. Essa denominação caiu em desuso, uma vez que a sede principal da empresa é em Zurique e o nome Gherkin tornou-se mais popular.

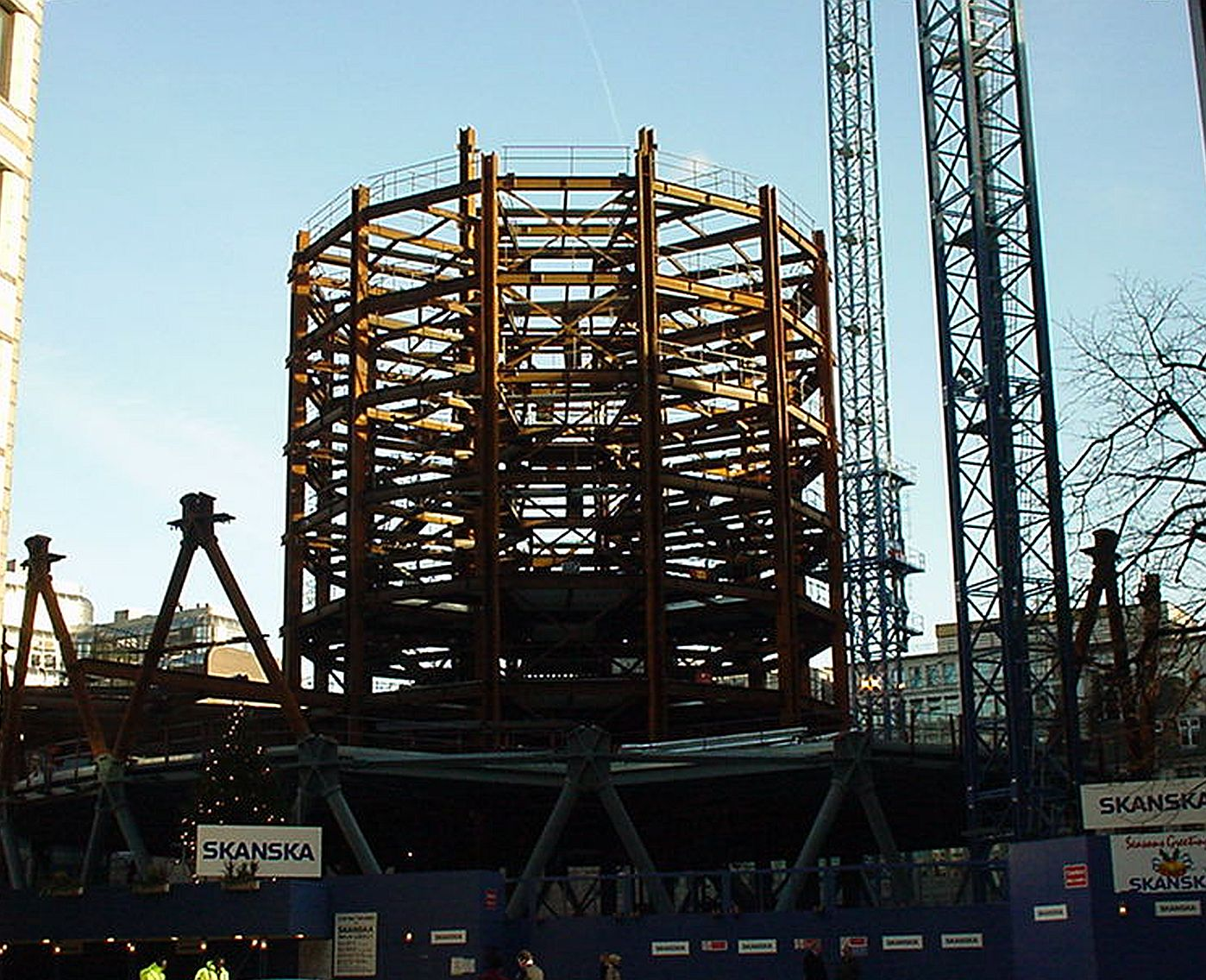
Construção em 2001

O edifício utiliza métodos para poupar energia, que lhe permitem usar metade da energia que uma torre semelhante normalmente consumiria. Lacunas em alguns andares criam seis "poços" que servem como um sistema de ventilação natural para todo o edifício, interrompidos apenas de barreiras de incêndio em cada sexto andar. Os "poços" criam um duplo isolamento do ar no edifício.
No nível superior do edifício (40.º andar), há um bar para os inquilinos e seus convidados, apresentando vista panorâmica de Londres. Um restaurante funciona no 39.º andar e salas de jantar privadas no 38.ª andar. Enquanto a maioria dos edifícios tem um número vasto de elevadores até o último andar, isso não foi possível para o 30 St Mary Axe, uma vez que um bar tinha sido previsto para o 40.º andar. A solução trazida pelos arquitetos foi fazer com que o elevador principal chegasse apenas ao 34.º andar, com um outro levando ao 39º. andar. Há uma escada de mármore e uma rampa rolante para pessoas com deficiência até o bar na cúpula.
O edifício é visível a longas distâncias: Do norte, por exemplo, ele pode ser visto a partir da auto-estrada M11, cerca de 32 quilômetros de distância, enquanto a oeste, pode ser visto a partir da estátua de George III no Windsor Great Park.

### Após a conclusão
Em abril de 2005, a imprensa relatou que um painel de vidro havia caído na praça à frente do prédio. A praça foi isolada, mas o edifício permaneceu aberto. Uma passarela coberta temporária, estendendo-se em frente à praça de recepção do edifício, foi erguida para proteger os visitantes. Engenheiros examinaram os outros 744 painéis de vidro no edifício. O custo do reparo foi coberto pelo empreiteiro principal Skanska e pelo fornecedor Schmidlin-TSK AG.
Desde a sua conclusão, o edifício ganhou uma série de prêmios de arquitetura. Em outubro de 2004, o arquiteto foi premiado com o Prémio Stirling, do Instituto Real de Arquitetos Britânicos. Pela primeira vez na história do prêmio, o júri chegou a uma decisão unânime. Em dezembro de 2005, um levantamento das maiores empresas de arquitetura do mundo publicado em 2006 BD World Architecture 200 votaram a torre como o novo edifício mais admirado do mundo. No entanto, Ken Shuttleworth, que trabalhou para Foster and Partners na concepção do edifício, disse em 2011 que ele acreditava que o estilo está fora de linha: "Eu estava vendo o vidro por todos os lados e [pensei] 'por que nós fizemos isso?' Agora, faríamos as coisas de forma diferente". O edifício apareceu em filmes recentes, como Harry Potter e o Enigma do Príncipe, Um Bom Ano, Instinto Selvagem 2 e Match Point.
Em setembro de 2006, o edifício foi colocado à venda com um preço de £ 600 milhões. Os potenciais compradores incluíam British Land, Land Securities, Prudential, ING e a família real de Abu Dhabi. Em 21 de fevereiro de 2007, IVG Immobilien e a empresa de investimentos Evans Randall completaram a sua compra conjunta do edifício por £ 630 milhões, tornando-o o mais caro edifício de escritórios da Grã-Bretanha. Swiss Re recebeu um ganho de mais de £ 300 milhões com a venda. Os compradores proprietários estão buscando compensação de quatro de seus ex-administradores à época do negócio, no qual se pagou cerca de £ 620 milhões por um edifício com um custo de construção de cerca de £ 200 milhões, dando aos antigos proprietários um lucro líquido de £ 300 milhões.
Desde fevereiro de 2010 até 2014, a Sky News transmitiu seu principal programa de negócios, Jeff Randall Live, de um estúdio no edifício. Além disso, os dois pisos superiores da torre estão agora disponíveis para aluguel para eventos privados.
Deloitte anunciou em abril de 2014 que o edifício foi novamente colocado à venda, com um preço esperado de £ 550 milhões. Os então proprietários não conseguiriam pagar empréstimos, citando diferenças no valor do empréstimo multi-moeda e da libra esterlina, altas taxas de juros e o mercado financeiro em geral.[33] Em novembro de 2014, o prédio foi comprado por £ 700 milhões para o conglomerado brasileiro Grupo Safra, controlado pelo bilionário Joseph Safra.

### Tumba Romana
No processo de construção do 30 St Mary Axe, o esqueleto de uma adolescente foi desenterrado e datado como tendo cerca de 1600 anos. Para evitar danificá-lo durante todo o processo de construção, foi guardado no Museu de Londres. Em 2006, 3 anos após a conclusão da construção, ela foi devolvida e enterrada novamente no local. Seu túmulo está visível e marcado com uma inscrição em inglês e em latim:
| To the spirits of the dead | DIS MANIBVS      | Aos espíritos dos mortos |
| the unknown young girl     | PVELLA INCOGNITA | uma menina desconhecida  |
| from Roman London          | LONDINIENSIS HIC | da Londres Romana        |
| lies buried here           | SEPVLTA EST      | está sepultada aqui      |

## Inquilinos
Em janeiro de 2015, os ocupantes atuais do edifício incluem o seguinte:
- Standard Life
- Regus
- ION Trading
- Kirkland & Ellis
- Hunton & Williams
- Falcon Group
- Swiss Re
- Lab49
- Algotechs
- Webscaparate UK

Além disso, varejistas e restaurantes operam a partir do local, como The Sterling e Bridge's Newsagent.